# Ighil Ali
Ighil Ali – miasto w północnej Algierii, w prowincji Bidżaja.